# Cochlostoma auritum
Cochlostoma auritum е вид охлюв от семейство Diplommatinidae. Видът не е застрашен от изчезване.

## Разпространение
Разпространен е в Албания, Хърватия и Черна гора.

## Описание
Популацията на вида е стабилна.